# Верхняя Тойма (река)
Ве́рхняя То́йма — река в Архангельской области, правый приток Северной Двины. Длина реки — 100 км, площадь водосборного бассейна — 1200 км². Впадает в Северную Двину около села Верхняя Тойма.
В прошлом верховье Верхней Тоймы было связано переволокой с Пинегой.

## Притоки
- Правые: Эстваж, Ухменьга, Дружинный, Томаша, Меженьга, Еловый, Вожжица.
- Левые: Астваж, Осордим, Горевой, Телец, Курома, Паленьга, Кычма, Крутецкий, Большой Артюгин, Узнарас, Равнюга, Полновожая.

## Данные водного реестра
По данным государственного водного реестра России относится к Двинско-Печорскому бассейновому округу, водохозяйственный участок реки — Северная Двина от впадения реки Вычегда до впадения реки Вага, речной подбассейн реки — Северная Двина ниже места слияния Вычегды и Малой Северной Двины. Речной бассейн реки — Северная Двина.